# Onychiurus magninus
Onychiurus magninus är en urinsektsart som beskrevs av John L. Wray 1950. Onychiurus magninus ingår i släktet Onychiurus och familjen blekhoppstjärtar. Inga underarter finns listade i Catalogue of Life.